# Abasola
Abasola is een geslacht van hooiwagens uit de familie Travuniidae.
De wetenschappelijke naam Abasola is voor het eerst geldig gepubliceerd door Strand in 1928. 

## Soorten
Abasola omvat de volgende 3 soorten:
- Abasola hofferi
- Abasola sarea
- Abasola troglodytes